# 小堀政孝
小堀 政孝（こぼり まさたか）は、江戸時代前期の旗本。禄高は3000石。茶道小堀遠州流第4世で、号は「宗舟」。
小堀遠州流第3世の小堀正十の長男として生まれる。寛永11年（1634年）に初めて将軍徳川家光に拝謁し、寛永13年（1636年）8月9日に小姓組番士となる。正保元年（1644年）12月25日に父の遺跡を継ぐ。慶安3年（1650年）より青山幸方と共に江戸城西の丸の石垣修補を担当し、その後神田橋・雉子橋・一ツ橋・門櫓の普請を行い、万治3年（1660年）に時服3領・黄金3枚を賜った。延宝元年（1673年）10月21日に致仕した。子が無かったため、政孝の跡は弟の小堀政利が養子となって継いだ。
法身寺（現・東京都新宿区）を中興したとされる。